# Кауконахуа
Кауконахуа (англ. Kaukonahua) — река на острове Оаху (Гавайские острова).
Длина — 53 км, наибольшая в штате Гавайи. Река образуется слиянием ручьёв Норт-Форк и Саут-Форк, протекает по территории округа Гонолулу и впадает в залив Каика около Уайалуа на северо-западе острова.